# خاصية جزيئية
تشمل الخواص الجزيئية (بالإنجليزية: Molecular properties)‏ الخواص الكيميائية والخواص الفيزيائية والخواص التركيبية للجزيئات ، بما فيها العقاقير . عادة الخواص الجزيئية لاتتضمن الخواص الدوائية أو الخواص البيولوجية للمركب الكيميائي .